# Cai Shengliu
Cai Shengliu (蔡盛六S, Cài ShèngliùP; Shunde, 1º aprile 1956) è un ex pallanuotista cinese, che ha partecipato alle Olimpiadi estive di Los Angeles 1984 e Seul 1988.
Ha vinto tre ori ai Giochi Asiatici, nel 1982 e 1986 e 1990, sempre nella pallanuoto.